# Gonzalo Aja
Gonzalo Aja Barquín (Matienzo, 13 luglio 1946) è un ex ciclista su strada spagnolo, professionista dal 1970 al 1979.

## Carriera
Aja esordì tra i professionisti nel 1970 con la Karpy-Licor e l'anno successivo arrivarono già le prime vittorie, con i successi alla Vuelta Ciclista a Asturias, una tappa, e alla Vuelta a Cantabria, una tappa e la classifica generale. Partecipò a tre edizioni consecutive della Vuelta a España, dove colse un quarto posto finale nel 1972, anno in cui ripeté nella corsa delle Asturie, cui aggiunse il successo nella Subida a Arrate e la partecipazione, con la nazionale spagnola, ai Campionati del mondo di Gap, dove tuttavia non concluse la prova.
Nel 1973, con il passaggio alla KAS-Kaskol, partecipò per la prima volta a Giro d'Italia e Tour de France. Nel 1974 arrivarono le prime, e uniche, vittorie fuori dalla Spagna, con due tappe vinte al Tour de Suisse e nel 1975 un quinto posto al Tour de France.
Passato alla Teka nel 1976, si aggiudicò la classifica generale della Vuelta a Levante e l'anno successivo si ripresentò al via di Giro e Tour, terminando rispettivamente al 16º e al 14º posto. Nel 1978 il passaggio alla Novostil, con cui si aggiudicò una vittoria di tappa alla Setmana Catalana, sua ultima vittoria in carriera, e terminò nono alla Vuelta a España.
Concluse la carriera un anno più tardi. Partecipò in totale, tre volte al Tour de France, quattro volte al Giro d'Italia e sei volte alla Vuelta a España, dove nel 1972 colse il suo migliore piazzamento finale in un Grande Giro.

## Palmarès
- 1971 (Karpy, tre vittorie)

5ª tappa, 2ª semitappa Vuelta Ciclista a Asturias
6ª tappa, 1ª semitappa Vuelta a Cantabria
Classifica generale Vuelta a Cantabria
- 1972 (Karpy-Licor, due vittorie)

Subida a Arrate
Prologo Vuelta Ciclista a Asturias
- 1974 (KAS-Kaskol, due vittoria)

3ª tappa, 3ª semitappa Tour de Suisse
5ª tappa Tour de Suisse
- 1976 (Teka, una vittoria)

Classifica generale Vuelta a Levante
- 1978 (Novostil-Helios, una vittoria)

3ª tappa Setmana Catalana

## Piazzamenti

### Grandi Giri
- Giro d'Italia

1973: 19º
1974: 33º
1977: 16º
1978: ritirato
- Tour de France

1973: ritirato
1974: 5º
1977: 14º
- Vuelta a España

1970: 30º
1971: 19º
1972: 4º
1976: 14º
1978: 9º
1979: 25º

### Competizioni mondiali
- Campionati del mondo

Gap 1972 - In linea: ritirato